# Simpang Sender Utara
Simpang Sender Utara is een bestuurslaag in het regentschap Ogan Komering Ulu Selatan van de provincie Zuid-Sumatra, Indonesië. Simpang Sender Utara telt 1488 inwoners (volkstelling 2010).